# فرودگاه نیروی هوایی سلطنتی بالادو بریج
فرودگاه نیروی هوایی سلطنتی بالادو بریج (به انگلیسی: RAF Balado Bridge) یک فرودگاه نظامی است که یک باند فرود بتن دارد و طول باند آن ۱۴۵۲ متر است. این فرودگاه در کشور اسکاتلند قرار دارد و در ارتفاع ۱۳۰ متری از سطح دریا واقع شده است.